# Miki Nakao
Miki Nakao, född 25 juni 1978 i Nagasaki, är en japansk före detta simmare.
Nakao blev olympisk bronsmedaljör på 200 meter ryggsim vid sommarspelen 2000 i Sydney.